# Ube
Ube (宇部市, Ube-shi) är en japansk stad som ligger i prefekturen Yamaguchi och är belägen på den sydvästra kusten av ön Honshu. Ube fick stadsrättigheter 1 november 1921. Staden präglas av kemisk industri men även produktionen av betong och stål är betydande.